# Carreteras de Costa Rica
Costa Rica posee un conjunto de carreteras nacionales y regionales bien conformado, en virtud de circunstancias que han favorecido su ubicación, desarrollo y extensión.
Tales circunstancias son la forma misma del territorio, su topografía y la ubicación de la ciudad capital. La arteria principal la constituye la Carretera Interamericana que se extiende como una columna vertebral de frontera a frontera (con Nicaragua y Panamá), cubriendo una longitud de 664 km y habilitando seis de las siete provincias.
El resto de las carreteras tienen una comunicación bastante directa con la capital del país, San José, o bien llegan a la carretera Interamericana. Las carreteras más importantes son las que unen la capital con las fronteras y con los puertos principales (en especial, los de Caldera y Limón).

## Condiciones actuales
En materia de mantenimiento se establecieron los organismos de inspección y por primera vez se hicieron contratos de mantenimiento de la red nacional de lastre. A la fecha, la red vial costarricense tiene alrededor de 44.316 kilómetros de los cuales 40,000 kilómetros son de asfalto o concreto y el resto 10,000 kilómetros, están construidos en lastre o una carpeta asfáltica.
| Clasificación de la Ruta | Tipo de Red | Tipo de Red | Total Kilómetros |
| Clasificación de la Ruta | Asfalto     | Lastre      | Total Kilómetros |
| Nacionales               | 5.236       | 2.585       | 7.821            |
| Cantonales               | 6.880       | 29.615      | 36.495           |
| Total                    | Total       | Total       | 44.316           |

## Características

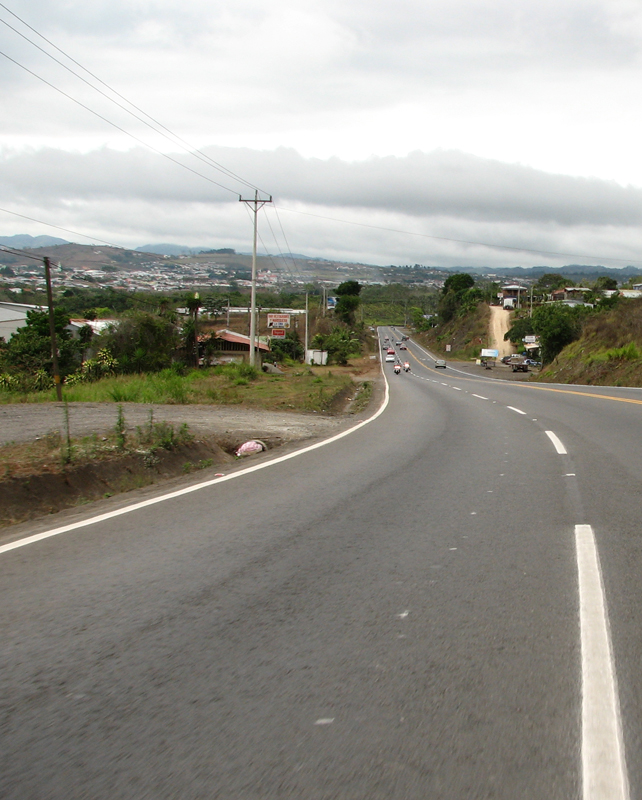
Tramo de la Carretera Interamericana norte entre Palmares y San Ramón.

Las carreteras de Costa Rica constan de tres elementos básicos: Calzada, Espaldón y Cuneta. Las vías urbanas constan de cuatro elementos: Acera, Calzada, Caño y Esquina.
El ancho de las carreteras y de los caminos vecinales será el que indique los Departamentos Técnicos del Ministerio de Obras Públicas y Transportes (MOPT), sin que pueda ser menor de veinte metros para las primeras y de catorce metros para los segundos.
La red vial del país tiene cuatro características:
1. Está formada por carreteras nacionales y cantonales.
2. Las carreteras nacionales se dividen en: Primarias, Secundarias y Terciarias, que unen pueblos con ciudades.
3. La encargada de las carreteras nacionales es el MOPT por medio del Consejo Nacional de Vialidad (CONAVI).
4. Las carreteras cantonales corresponden a las Municipalidades (de 84 cantones en total).

## Clasificación
Corresponde su administración al MOPT, el cual la define según los requisitos que al efecto determine el Poder Ejecutivo, por vía de decreto. En la actualidad y de acuerdo a la Ley de Tránsito por Vías Públicas Terrestres y Seguridad Vial  N° 9078 y la Ley General de Caminos Públicos esta red estará constituida por las siguientes clases de caminos públicos. Se clasifican en:

### Rutas Primarias
Es la red de rutas troncales para servir a corredores viales y que se caracterizan por tener volúmenes de tránsito relativamente altos y una alta proporción de viajes internacionales, interprovinciales o de larga distancia. Son aquellas que interconectan las principales carreteras nacionales dentro del Gran Área Metropolitana y sirven de enlace, principalmente, entre los centros urbanos (cabeceras cantónales principales), aeropuertos, zonas industriales, comerciales y recreativas de importancia nacional. A diciembre de 2020 se compone de diecinueve rutas con numeración entre la 1 y la 39.
| Ruta    | Longitud | Provincias                                          |
| ------- | -------- | --------------------------------------------------- |
| Ruta 1  | 290,07   | San José, Alajuela, Heredia, Guanacaste, Puntarenas |
| Ruta 2  | 356,45   | San José, Cartago, Puntarenas                       |
| Ruta 3  | 67,27    | San José, Alajuela, Heredia                         |
| Ruta 4  | 256,46   | Alajuela, Heredia, Guanacaste, Limón                |
| Ruta 5  | 8,86     | San José, Heredia                                   |
| Ruta 6  | 59,11    | Alajuela, Guanacaste                                |
| Ruta 10 | 90,4     | Cartago, Limón                                      |
| Ruta 14 | 25,77    | Puntarenas                                          |
| Ruta 17 | 16,71    | Puntarenas                                          |
| Ruta 18 | 49,25    | Guanacaste                                          |
| Ruta 21 | 145,54   | Guanacaste, Puntarenas                              |
| Ruta 22 | 4,35     | San José                                            |
| Ruta 23 | 12,66    | Puntarenas                                          |
| Ruta 27 | 76,75    | San José, Alajuela, Puntarenas                      |
| Ruta 32 | 156,85   | San José, Heredia, Limón                            |
| Ruta 34 | 210,67   | Alajuela, Puntarenas                                |
| Ruta 35 | 92,38    | Alajuela                                            |
| Ruta 36 | 92,8     | Limón                                               |
| Ruta 39 | 14,91    | San José                                            |

### Rutas Secundarias
Son las rutas no primarias que conectan cabeceras cantonales importantes u otros centros de población, producción o turismo que generen una cantidad considerable de viajes interregionales o intercantonales. Son aquellas que sirven de enlace entre los principales centros urbanos del Área Metropolitana, no servidos por las vías primarias.
Se numeran de 100 a 257.

### Rutas Tercerarias
Son las rutas que recogen el tránsito de las carreteras primarias y secundarias y que constituyen las vías principales para los viajes que se realicen dentro de una región o entre distritos importantes. Son aquellas que sirven de colectoras de tránsito para las vías primarias y secundarias, así como de enlace entre los centros urbanos de segundo orden (cabeceras de cantones pequeños y distritos grandes).
Se numeran de 301 a 939.

### Rutas de Travesía
Conjunto de carreteras públicas nacionales que atraviesan el cuadrante de un área urbana o de calles que unen dos secciones de carretera nacional en el área referida, de conformidad con el artículo 3º de la Ley General de Caminos Públicos. La red de rutas de travesía se establece, para hacer más expedito el tránsito en el centro de la ciudad, de norte a sur y de este a oeste.